# Randhir Singh Gentle
Randhir Singh Gentle (22 september 1922 - 25 september 1981) was een Indiaas hockeyer.
Singh Gentle won met de Indiase ploeg driemaal de olympische gouden medaille.

## Resultaten
- 1948  Olympische Zomerspelen in Londen
- 1952  Olympische Zomerspelen in Helsinki
- 1956  Olympische Zomerspelen in Melbourne